# Mariusz Bogusz
Mariusz Bogusz (ur. 1963) – polski prawnik, doktor habilitowany nauk prawnych, profesor nadzwyczajny Uniwersytetu Gdańskiego, specjalista w zakresie postępowania administracyjnego.

## Życiorys
W 1996 na podstawie napisanej pod kierunkiem Eugeniusza Józefa Bojanowskiego rozprawy pt. Zaskarżenie decyzji administracyjnej do Naczelnego Sądu Administracyjnego otrzymał na Wydziale Prawa i Administracji Uniwersytetu Gdańskiego stopień naukowy doktora nauk prawnych w zakresie prawa, specjalność: prawo i postępowanie administracyjne. Tam też w 2009 na podstawie dorobku naukowego oraz rozprawy pt. Wadliwość aktu prawa miejscowego uzyskał stopień doktora habilitowanego nauk prawnych w zakresie prawa.
Został profesorem nadzwyczajnym w Katedrze Postępowania Administracyjnego i Sądowoadministracyjnego Wydziału Prawa i Administracji Uniwersytetu Gdańskiego.
Od 1994 prowadzi kancelarię adwokacką. Członek Rady Nadzorczej eCard S.A.